# Walter Schweidler
 (mai 2023).
Si vous disposez d'ouvrages ou d'articles de référence ou si vous connaissez des sites web de qualité traitant du thème abordé ici, merci de compléter l'article en donnant les références utiles à sa vérifiabilité et en les liant à la section « Notes et références ».
Walter Rudolph Schweidler, né en 1957 à Wassertrüdingen est un philosophe allemand.

## Biographie
Ancien élève de Robert Spaemann, dont il est l'assistant de 1985 à 1992 à l'université Louis-et-Maximilien de Munich, il fit également des études de droit dans cette même université, qu'il a achevées en 1990 avec le premier Staatsexamen.
Après avoir enseigné dans diverses universités allemandes, devient professeur de philosophie à l'université de la Ruhr (Bochum) en 2000. Depuis 2009, il est titulaire de la chaire de philosophie de l'université catholique d'Eichstätt-Ingolstadt (de).
Ses thèmes de recherches sont principalement la métaphysique et l'éthique.Dans le domaine de la bioéthique, Schweidler a participé à des projets de la Fondation Volkswagen et du Service allemand d'échanges universitaires pour la reconstruction universitaire en Europe du Sud-Est dans les années 2004 à 2011.
Avec Jean-Luc Marion, il a organisé le symposium international Christianisme et philosophie en 2012 , puis, en 2013, la conférence Le Don et le bien commun et une masterclass en 2016. Pour marquer le 500e anniversaire du songe de Descartes, il a organisé en 2019 la conférence internationale Scientiae mirabilis fundamenta sur la réception de Descartes en Allemagne, avec le Centre d'études cartésiennes de la Sorbonne et son directeur Vincent Carraud.
Outre la série Phénoménologie (avec Jean-Luc Marion), Schweidler publie les séries Eichstätter philosophische Studien et Eichstätter philosophische Beiträge. Depuis 1996, il publie également la série West-östliche Denkwege.
Il a été invité dans diverses universités, dont celle de Fribourg-en-Brisgau en 1996, celle de Kyoto en 1998, et celle de Berkeley en 2002.

## Honneurs et distinctions
En 2006, il a reçu avec Robert Spaeman, le prix allemand du manuel scolaire pour Ethik. Lehrbuch und Lesebuch.
Il est membre correspondant de l'Académie pontificale pour la vie .
En 2019, il a été fait chevalier de l'ordre équestre du Saint-Sépulcre de Jérusalem et a été investi le 25 mai 2019 dans la cathédrale impériale Saint-Barthélemy de Francfort-sur-le-Main par le cardinal Reinhard Marx.

## Publications
Walter Schweidler a publié de nombreux articles et dirigé de nombreux ouvrages. Ne sont indiquées ici que ses monographies principales, dont plusieurs ont fait l'objet de traductions.
- Walter Schweidler, Wiedergeburt, Freiburg-München, Alber, 2020.
- Kleine Einführung in die Angewandte Ethik, Berlin: Springer 2018.
- Über Menschenwürde: Der Ursprung der Person und die Kultur des Lebens. Reihe Das Bild vom Menschen und die Ordnung der Gesellschaft, VS Verlag 2012. Traduction chinoise : 論人的尊嚴：人格的本源與生命的文化, Peking: 人民出版社, 2017.
- Das Uneinholbare. Beiträge zu einer indirekten Metaphysik, Freiburg-München: Alber 2008.  (ISBN 978-3-495-48299-5)
- Der gute Staat. Politische Ethik von Platon bis zur Gegenwart, Stuttgart: Reclam 2004. 2e édition, Berlin: Springer 2014.
- Das Unantastbare. Beiträge zur Philosophie der Menschenrechte, Münster: LIT 2001.
- Geistesmacht und Menschenrecht. Der Universalanspruch der Menschenrechte und das Problem der Ersten Philosophie, Freiburg-München: Alber 1994.  (ISBN 978-3-495-47796-0)
- Die Überwindung der Metaphysik. Zu einem Ende der neuzeitlichen Philosophie, Stuttgart: Klett-Cotta 1987. Traduction japonaise : 形而上学の克服―近代哲学の終焉について, Kyoto: 出版社 2012. Traduction française : Au-delà de la métaphysique, Paris: Hermann 2015.
- Wittgensteins Philosophiebegriff, Freiburg-München: Alber 1983. Traduction italienne : Il concetto di filosofia in Wittgenstein, Florence, Le Cáriti Editore 2005.